# Костера
Косте́ра (кат. la Costera, валенсійською читається Косте́ра, літературною каталанською читається Кусте́ра, ісп. Costera, читається Косте́ра) — район (кумарка) в Іспанії, входить у провінцію Валенсія у складі Автономної області Валенсія.